# Lily-Rose Depp
Lily-Rose Melody Depp (Neuilly-sur-Seine, França, 27 de maio de 1999) é uma atriz e modelo franco-americana. Filha do ator americano Johnny Depp e da cantora e atriz francesa Vanessa Paradis, ela começou sua carreira de atriz em Tusk (2014) e seguiu a carreira de modelo. Ela estrelou os dramas de época The Dancer (2016), Planetarium (2016) e The King (2019), e a comédia romântica A Faithful Man (2018). Em 2023, ela estrelou a série dramática da HBO, The Idol. Em 2016, tornou-se um dos rostos da grife Chanel e a representante do perfume Chanel Nº5. Foi indicada duas vezes ao Prêmio César na categoria melhor atriz revelação, em 2017 por sua atuação em "The Dancer", e em 2019 por sua performance em "L'Homme Fidèle".

## Vida pessoal
Ela é bilíngue em inglês e francês e tem cidadania americana e francesa. Ela lutou e se recuperou da anorexia.
Em agosto de 2015, ela posou para o Self-Evident Truths Project de iO Tillett Wright, afirmando que ela se enquadrava em algum lugar "no espectro LGBTQA". Mais tarde, ela esclareceu que estava simplesmente fazendo uma declaração sobre como se definir, não sobre sua própria sexualidade.
Em fevereiro de 2017, ela e sua mãe Vanessa Paradis foram fotografadas para a revista Our City of Angels; os lucros da venda foram doados à Planned Parenthood.
Depp namorou o ator Timothée Chalamet por mais de um ano após se conhecerem no set de The King em 2018. Desde janeiro de 2023, ela está em um relacionamento com a rapper e cantora Danielle Balbuena, também conhecida como 070 Shake. Este foi o único relacionamento que Depp reconheceu publicamente. Depp confirmou o relacionamento em uma postagem no Instagram em 11 de maio de 2023. Em outubro de 2024, Depp estrelou o videoclipe do single "Winter Baby / New Jersey Blues" de 070 Shake.

## Filmografia

### Filmes
| Ano  | Título          | Papel              | Notas                                | Ref.   |
| ---- | --------------- | ------------------ | ------------------------------------ | ------ |
| 2014 | Tusk            | Escriturária nº 2  | Creditada como Lily-Rose Melody Depp | [ 19 ] |
| 2016 | Yoga Hosers     | Colleen Collette   |                                      | [ 20 ] |
| 2016 | The Dancer      | Isadora Duncan     |                                      | [ 21 ] |
| 2016 | Planetarium     | Kate Barlow        |                                      | [ 22 ] |
| 2018 | Savage          | Laura              |                                      |        |
| 2018 | A Faithful Man  | Eve                |                                      |        |
| 2019 | My Last Lullaby | Paloma             | Curta-metragem                       | [ 23 ] |
| 2019 | The King        | Catarina de Valois |                                      |        |
| 2021 | Crisis          | Emmie Kelly        |                                      |        |
| 2021 | Voyagers        | Sela               |                                      | [ 24 ] |
| 2021 | Silent Night    | Sophie             |                                      | [ 25 ] |
| 2021 | Wolf            | Cecile (Wildcat)   |                                      | [ 26 ] |
| 2024 | Nosferatu       | Ellen Hutter       |                                      | [ 27 ] |

### Séries
| Ano  | Título   | Papel   | Notas           | Ref.   |
| ---- | -------- | ------- | --------------- | ------ |
| 2023 | The Idol | Jocelyn | Papel principal | [ 28 ] |

## Prêmios e indicações
| Prêmio                | Ano  | Categoria                      | Trabalho       | Resultado | Ref.   |
| --------------------- | ---- | ------------------------------ | -------------- | --------- | ------ |
| César                 | 2017 | Melhor Atriz Revelação         | La Danseuse    | indicada  | [ 29 ] |
| César                 | 2019 | Melhor Atriz Revelação         | L'Homme fidèle | indicada  | [ 30 ] |
| Lumière               | 2017 | Revelação Feminina             | La Danseuse    | indicada  | [ 31 ] |
| Prêmio Romy Schneider | 2019 | N/A                            | N/A            | indicada  | [ 32 ] |
| Prêmios Satellite     | 2025 | Melhor Atriz em Filme de Drama | Nosferatu      | indicada  | [ 33 ] |